# Ментке (гміна)
Гміна Ментке — колишня (1867—1939 рр.) сільська волость (гміна) Грубешівського повіту Люблінської і Холмської губерній Російської імперії та Люблінського воєводства Польської республіки. Центром ґміни було село Ментке, з 1933 р. — Сагринь. У 1867 р. територія становила 14 573 морги (приблизно 81,6 км²), було 3 307 мешканців.
У 1885 р. до складу волості входили:
1. Адамівка — фільварок
2. Аделінки — село і фільварок
3. Андріївка — село і колонія
4. Кожухи — село
5. Липовець — село і фільварок
6. Ментке — село і фільварок
7. Моложів Раковського — село і фільварок
8. Моложів Хжановського — село
9. Сагринь — село і фільварок
10. Тучапи — село і фільварок
11. Турковичі — село і фільварок

За переписом 1905 р. у волості було 6911½ десятин землі (приблизно 75.5 км²), 524 будинки і 5964 мешканці.
У 1912 р. волость разом з повітом перейшла до Холмської губернії.
У 1915 р. перед наступом німецьких військ російською армією спалені українські села і більшість українців були вивезені углиб Російської імперії, звідки повертались уже після закінчення війни. Натомість поляків не вивозили. В 1919 р. після окупації Польщею Холмщини ґміна у складі повіту включена до Люблінського воєводства Польської республіки.
У 1924 р. до складу ґміни входили:
1. Адамівка — село
2. Аделіна — село і фільварок
3. Андріївка — село і фільварок
4. Кожухи — село і фільварок
5. Липовець — село і фільварок
6. Ментке — село і фільварок
7. Моложів — село і колонія
8. Сагринь — село і фільварок
9. Сагринь I — колонія
10. Сагринь II — колонія
11. Сагринь III — колонія
12. Тучапи — село і фільварок
13. Турковичі — село і фільварок
14. Вороновичі — село і фільварок
15. Вороновичі-Доліво — колонія
16. Вороновичі-Паприці — колонія
17. Вороновичі-Пасіка — колонія

У 1936 р. до ґміни Ментке приєднана територія ліквідованої ґміни Мірче.